# Pajapan
Pajapan är en ort i Mexiko.   Den ligger i kommunen Pajapan och delstaten Veracruz, i den sydöstra delen av landet, 500 km öster om huvudstaden Mexico City. Pajapan ligger 198 meter över havet och antalet invånare är 8 434.
Terrängen runt Pajapan är platt åt sydost, men åt nordväst är den kuperad. Runt Pajapan är det ganska glesbefolkat, med 42 invånare per kvadratkilometer. Närmaste större samhälle är Fraccionamiento Ciudad Olmeca, 19,2 km sydost om Pajapan. Omgivningarna runt Pajapan är en mosaik av jordbruksmark och naturlig växtlighet.